# Tập thí điểm (Glee)
Tập phim thí điểm của sê-ri truyền hình Mỹ Glee, được công chiếu trên kênh Fox vào ngày 19 tháng 5 năm 2009. Sau đó, một bản cắt của đạo diễn đã được phát sóng vào ngày 2 tháng 9 năm 2009. Bộ phim xoay quanh về một đội hát trung học, hay còn được biết đến là câu lạc bộ glee, lấy bối cảnh tại trường trung học William McKinley ở Lima, Ohio. Tập phim gồm câu chuyện về sự hình thành của câu lạc bộ cũng như giới thiệu những nhân vật chính, được đạo diễn bởi nhà sáng lập sê-ri Ryan Murphy và biên kịch bởi Murphy, Brad Falchuk và Ian Brennan. Murphy đã trực tiếp chọn các ca khúc trong tập phim này, nhằm duy trình tính cân bằng giữa các ca khúc ca kịch và các bản hit (thành công) trên bảng xếp hạng.
Tập phim thu hút 9.619 triệu khán giả trong buổi công chiếu đầu tiên, và 4.2 triệu người xem khi bản cắt của đạo diễn được phát sóng. Phản hồi của những nhà phê bình khá trung lập, Alessandra Stanley từ The New York Times cho rằng tập phim không mang tính riêng biệt cùng những nhân vật rập khuôn, nhưng khen ngợi những diễn viên trong phim và tài năng của họ. Nhà phê bình từ The Daily News, David Hinckley chỉ ra rằng chương trình không hoàn hảo và không hợp lý nhưng "có khả năng cảm động," trong khi Robert Bianco từ USA Today lưu ý về những vấn đề trong phần thử vai và phần giọng, nhưng bình luận khá tích cực về sự hài hước và những màn trình diễn của chương trình. Mary McNamara từ LA Times viết rằng chương trình có một sự hấp dẫn khán giả khá cao, gọi sê-ri là: "chương trình đầu tiên trong một thời gian dài có đầy tốc lực, vui một cách không hư hỏng-phù hợp-cần thiết."

## Nội dung
Thầy giáo tiếng Tây Ban Nha Will Schuester (Matthew Morrison) biết tin Sandy Ryerson (Stephen Tobolowsky), người dẫn dắt đội hát trung học của trường William McKinley, đã bị đuổi việc vì có hành vi không phù hợp với một học sinh nam là Hank Saunders (Ben Bledsoe). Thầy hiệu trưởng Figgins (Iqbal Theba), đã cho phép Will quản lý nhóm hát, anh mong muốn rằng mình sẽ đem lại sức sống mới cho đội và đặt tên nhóm lại thành New Directions. Những thành viên của đội gồm cô gái khao khát được nổi tiếng Rachel Berry (Lea Michele), nữ ca diva Mercedes Jones (Amber Riley), giọng nam cao nổi bật Kurt Hummel (Chris Colfer), tay guitar điện bị liệt hai chân Artie Abrams (Kevin McHale) và cô gái nói lắp mang phong cách Gothic Tina Cohen-Chang (Jenna Ushkowitz). Những nỗ lực của Will lại bị chế giễu bởi Sue Sylvester (Jane Lynch), người dẫn dắt đội cổ vũ thành công trong trường, Cheerios. Vợ của anh, Terri (Jessalyn Gilsig) đồng thời cũng không ủng hộ việc này, khuyên Will rằng anh nên làm kế toán để tăng thu nhập cho gia đình. Rachel sau đó đã đe dọa rằng cô sẽ rời khỏi câu lạc bộ nếu Will không tìm thấy một giọng nam chính với tài năng ngang bằng với cô. Khi huấn luyện viên bóng bầu dục của trường, Ken Tanaka (Patrick Gallagher) cho phép Will chiêu mộ thêm thành viên mới trong đội bóng, nơi anh phát hiện ra đội trưởng đội bóng bầu dục Finn Hudson (Cory Monteith) là một ca sĩ tài năng bí ẩn. Sau đó, anh đã tiếp tục phát hiện thấy cần sa trong tủ đồ của Finn, cũng như đe dọa Finn tham gia vào nhóm New Directions. Vì không muốn làm người mẹ góa chồng của mình phải thất vọng, nên Finn đã gia nhập nhóm hát.
Will sau đó đã dẫn New Directions đến xem câu lạc bộ đối thủ, Vocal Adrenaline trình diễn cùng giáo viên tâm lý bị mắc chứng mysophobic, Emma Pillsbury (Jayma Mays), người đồng thời cũng có cảm tình với anh. Nhóm Vocal Adrenaline đã trình diễn xuất sắc tiết mục "Rehab" của Amy Winehouse, khiến New Directions phải lo sợ về cơ hội chiến thắng của họ tại cuộc thi hát khu vực. Khi Will trở về sau buổi biểu diễn, Terri đã báo tin rằng cô đang mang thai. Will cho rằng mình phải chăm sóc cho gia đình của mình, vì vậy, anh đã báo với cả nhóm rằng anh sẽ từ chức và đăng ký làm kế toán. Sau đó, Finn đã bị đội bóng bầu dục tấn công vì việc anh tham gia vào nhóm New Directions, khiến anh quyết định từ bỏ câu lạc bộ. Đội bóng bầu dục sau đó lại nhốt Artie vào một nhà vệ sinh công cộng, nơi chúng định đổ nhào nhà vệ sinh xuống, dù vậy, Finn đã từ chối tham gia vào vụ việc này. Anh sau đó đã xin lỗi những thành viên của câu lạc bộ, và cả nhóm đã giải quyết các mâu thuẫn khi không có Will. Emma thì kêu gọi Will rằng nên xem xét lại việc quyết định rời bỏ của mình cho đến khi anh được tận mắt chứng kiến nhóm New Directions trình diễn bài "Don't Stop Believin'", nơi anh quyết định ở lại và chia sẻ với câu lạc bộ rằng anh không thể chịu được cảnh họ thắng giải Quốc gia mà không có anh.

## Tiếp nhận

### Khán giả
Hơn một tiếng đồng hồ phát sóng, tập phim đầu tiên đã thu hút trung bình khoảng 9.619 triệu người xem tại Mỹ. Tập phim bắt đầu với 12.518 triệu người rồi giảm sút trong nửa tiếng sau khi số khán giả chỉ còn 8.617 triệu người, khiến cho bộ phim bị tụt từ hạng nhất xuống hạng ba. Tập phim cuối cùng được xếp hạng 14 trong những chương trình truyền hình hàng tuần thu hút nhất, và trở thành chương trình hấp dẫn thứ 4 trên kênh Fox vào tuần phát sóng. Ngoài ra, tập phim cũng nhận được 3.9/7 đánh giá/chia sẻ trong nhân khẩu học 18–49. Phiên bản cắt của đạo diễn thì nhận được 4.2 triệu khán giả và 1.8/5 đánh giá/chia sẻ trong nhân khẩu học 18-49. Bộ phim đầu thời cũng là chương trình thu hút thứ 19 tại Canada với 1.04 triệu người xem trong tuần công chiếu đầu tiên. Tại Anh, tập phim nhận được 278,000 người xem, 1.3% chia sẻ từ khán giả, và chỉ thu hút hơn 100,000 người xem sau đó cùng 0.6% chia sẻ. Bản cắt của đạo diễn đã được chiếu vào ngày 11 tháng 1 năm 2010, theo sau tập Showmance, thu hút 1.76 triệu người xem, trở thành chương trình được xem nhiều nhất của kênh E4 trong tuần và là chương trình thu hút nhất trên mạng truyền hình cáp của tuần phát sóng.

### Giải thưởng và đề cử
Sau khi tập phim đầu tiên được phát sóng, Glee đã được đề cử cho ba giải Teen Choice Awards, gồm: Sê-ri truyền hình đột phá, Nam diễn viên truyền hình đột phá (Cory Monteith) và Nữ diễn viên truyền hình đột phá (Lea Michele). Tập phim này cũng giúp cho Murphy nhận được đề cử giải Directors Guild of America Award cho hạng mục Chỉ đạo xuất sắc nhất trong một sê-ri phim hài năm 2009. Robert J. Ulrich, Eric Dawson, Carol Kritzer và Jim Carnahan đã cùng nhau giành giải Artios Award cho việc tuyển chọn diễn viên của mình trong sê-ri, Mark Hutman thì được đề cử cho hạng mục "Sê-ri truyền hình một góc máy xuất sắc nhất" tại giải Art Directors Guild Award, còn David Klotz thì thắng giải Golden Reel Award cho "Chỉnh sửa âm thanh xuất sắc nhất: Âm nhạc trong một bộ phim truyền hình". Tại giải Primetime Emmy lần thứ 62, Murphy, Falchuk và Brennan đều được đề cử cho "Kịch bản xuất sắc nhất cho một sê-ri truyền hình", Murphy còn được đề cử thêm cho hạng mục "Chỉ đạo xuất sắc nhất cho một sê-ri hài", còn Hutman, Christopher Brown và Barbara Munch được đề cử cho giải "Chỉ đạo nghệ thuật xuất sắc nhất trong sê-ri một góc máy".